# Avialae
Avialae (avi, aves + alae, asas) é um clado que contém as aves e os dinossauros mais próximos. Jacques Gauthier nomeou o clado em 1986, para incluir as Aves e o Archaeopteryx, baseado em caracteres morfológicos. Constitui um arranjo muito controverso e discutido entre paleontólogos.

## Definição
Há muito debate e controvérsias sobre a filogenia dos dinossauros e das aves, e diferentes estudos produzem diferentes resultados. O grupo Avialae pode incluir diferentes subgrupos devido à variação da definição. Incluir ou excluir o Archaeopteryx do grupo das Aves pode ter um grande efeito nesses subgrupos.

### Definição baseada em caracteres
Avialae é tradicionalmente definida como um clado baseado em apomorfias, ou seja, com base nas características físicas. Jacques Gauthier, nomeou o clado em 1986, e redefiniu-o em 2001 como, incluindo todos os dinossauros que possuem asas emplumadas usadas no voo batido, e as aves que descendem deles.

### Definição baseada na ancestralidade
Na definição baseada na ancestralidade, Avialae compreende todos os terópodes mais aparentados as aves do que ao Deinonychus.

## Composição
Segundo Kevian Padian (2004), o clado Avialae era composto pelos seguintes subgrupos, todo são representantes do Mesozoico, exceto pelo Neornithes:
- Alvarezsauridae Bonaparte, 1991
- Rahonavis Forster, Sampson, Chiappe e Krause, 1998
- Archaeopterygidae  von Meyer, 1861
- Confuciusornithidae Hou, Zhou, Gu e Zhang, 1995
- Jibeinia Hou, 2000
- Ornithothoraces Chiappe, 1995
- Enantiornithes Walker, 1981
- Ornithurae Haeckel, 1866
- Hesperornithiformes Sharpe, 1899
- Ichthyornithiformes Fürbringer, 1888
- Neornithes Gadow, 1893
- Avialae incertae sedis
  - Sapeornis Zhou e Zhang, 2002
  - Epidendrosaurus Zhang, Zhao, Xu e Wang, 2002
  - Protarchaeopteryx Ji e Ji, 1997
  - Archaeopteryx Ji e Ji, 1997